# Ween
Ween — американская рок-группа из Нью-Хопа, штат Пенсильвания, образованная в 1984 году Аароном Фрименом и Микки Мельчиондо, более известными под своими сценическими псевдонимами Gene Ween и Dean Ween. Обычно группа классифицируется как альтернативный рок и известна своим дерзким, весьма эклектичным набором песен, вдохновленным фанком, соулом, кантри, госпелом, прогрессивом, психоделией, R&B, хеви-металом и панк-роком.
С момента своего образования и до 1989 года группа самостоятельно выпустила несколько кассетных альбомов. После этого они выпустили три официально выпущенных lo-fi альбома: GodWeenSatan: The Oneness (1990); The Pod  (1991); и Pure Guava (1992). Для записи альбома Pure Guava группа подписала контракт с крупным лейблом Elektra Records. Альбом породил сингл «Push th' Little Daisies», который стал хитом в чартах Австралии и США. Под руководством Elektra группа выпустила четыре профессионально записанных альбома: Chocolate and Cheese (1994); 12 Golden Country Greats (1996); The Mollusk (1997); и White Pepper (2000). Позднее они вернулись на независимые лейблы для записи своих альбомов Quebec (2003) и La Cucaracha (2007). После 28 лет деятельности Фримен покинул группу в 2012 году, сославшись на необходимость сосредоточиться на своих проблемах с алкоголем и наркотиками. Группа Ween воссоединилась в конце 2015 года и много гастролировала, не планируя записывать новый материал, но позже в 2024 году взяла бессрочный перерыв, сославшись на психическое здоровье Мельчиондо.
В течение первых десяти лет своего существования Ween выступали вживую как дуэт, записанный на цифровую аудиокассету, иногда играя с басистом Крисом Уильямсом, более известным под сценическим псевдонимом Mean Ween. С выходом альбома Chocolate and Cheese (1994) они перестали играть с Уильямсом и стали выступать в составе четырех человек на каждом концерте, а позже добавили и пятого участника. В их состав на концертах входят Клод Коулман-младший, Дэйв Драйвиц и Гленн Макклелланд. Ween также активно сотрудничал с Эндрю Вайссом, который присоединился к группе в качестве басиста в 1989 году, а также продюсировал пять из их девяти студийных альбомов. Несмотря на то, что Ween так и не получил большого признания мейнстрима, у него появилось множество преданных поклонников и он получил признание критиков.

## Характеристики
Стиль
Ween известны своим далеко идущим музыкальным подходом, на который оказали влияние многие различные жанры музыки. Критики и журналисты называют этот стиль альтернативным роком и экспериментальным роком. Мельчиондо однажды заявил: «У каждого из нас в коллекции пластинок были разные вещи, которых не было у другого. У отца Аарона было много психоделических пластинок, я был помешан на панк-роке, и мы просто заводили друг друга под музыку». Фримен заметил в 2011 году: «Я думаю, когда образовалась Ween, я был помешан на синтезаторной новой волне середины 80-х, а Микки больше увлекался панк-роком».
Источники вдохновения
И Фримен, и Мельчиондо неоднократно заявляли, что одним из самых влиятельных людей был Принс. Трек «L.M.L.Y.P.» заимствует текст из двух песен Принса: «Alphabet St.» и «Shockadelica». Кроме того, в редких случаях Ween использовали композицию Принса «Kiss», помещая ее в середину «Voodoo Lady» во время живых выступлений. Другие песни Принса, исполненные на концертах Ween, включают «1999», «Housequake» и «Purple Rain». В 2012 году Мельчиондо заметил на своем сайте, что «несомненно, величайшим из ныне живущих гитаристов в любом жанре является Принс Роджерс Нельсон. Принс делает так много всего хорошо, что легко забыть, что он также является шреддером мирового класса».
Другие известные источники влияния включают The Beatles, Parliament-Funkadelic, Butthole Surfers, Pink Floyd, Dead Kennedys, Лори Андерсон, The Allman Brothers Band, Джеймса Брауна, Devo, The Residents и Earth, Wind & Fire. На концертах Ween часто исполняли каверы песен Дэвида Боуи, Led Zeppelin, Grateful Dead, Нила Янга, Motörhead, Van Halen, The Doors, Фрэнка Синатры и Билли Джоэла. Дин заявил, что его любимый альбом всех времен — There’s a Riot Goin’ On группы Sly & the Family Stone.
Из-за разнообразия стилей и юмористических текстов Ween их часто сравнивают с Фрэнком Заппой. Оба участника отрицали влияние Заппы, а в интервью 2011 года Фримен заявил, что, хотя на него повлияли The Mothers of Invention, он никогда не был поклонником творчества Заппы после The Mothers. Мельчиондо говорит, что он не является поклонником Заппы, потому что его взгляд на различные жанры музыки кажется саркастичным и неискренним. Фримен исполнил песню Заппы времен Mothers «What's the Ugliest Part of Your Body?» на фестивале Фрэнка Заппы в Балтиморе в сентябре 2011 года.
Лирика
С самых первых дней существования Ween утверждали, что «произошли от демона-бога Бугниша». Изображение Бугниша является логотипом группы. Бугниш также присутствует в текстах нескольких песен Ween, включая «Up on th' Hill», «Young Chou Lin» и «The Stallion, pt. 4». Группа придумала свой собственный термин «коричневый» (англ. brown), который используется для описания выступлений, песен и т. д., которые «испорчены в хорошем смысле». Слово «коричневый» также встречается в текстах песен «Can't Put My Finger on It», «Mutilated Lips», «If You Could Save Yourself (You'd Save Us All)» и «Chocolate Town», а также в названии концертного альбома группы Paintin' the Town Brown. Другое часто используемое слово — «отходы» (англ. waste) («Can U Taste the Waste?», «Tender Situation», «Chocolate Town» и «Back to Basom»).
Тексты песен группы также часто содержат отсылки к участникам группы, постоянным соавторам и друзьям, включая Фримена («I Saw Gener Cryin' In His Sleep», «Up on th' Hill» и «Puffy Cloud»), Мельчиондо («What Deaner Was Talkin' About», «The Goin' Gets Tough From The Getgo», «Puffy Cloud», «The Stallion, pt. 2» и «Leave Deaner Alone»), Уильямса («Booze Me Up and Get Me High» и «Sketches of Winkle») и Вайса («Young Chou Lin» и «Booze Me Up and Get Me High»). Коулмэн утверждает, что песня «I Don't Wanna Leave You on the Farm» была написана о том, что он не хотел оставлять свою тогдашнюю девушку, чтобы отправиться в турне, но отрицает, что «Waving My Dick In the Wind» была о нем, называя эту идею «полной чушью».
Ween также известны многочисленными отсылками к еде, наиболее примечательным из которых является региональный фаворит Нью-Джерси «Pork roll» (термин, обычно используемый в Южном Джерси), который можно найти в текстах четырех треков с альбома The Pod: «Pork Roll, Egg & Cheese», «Frank», «Awesome Sound» и «She Fucks Me». В треке «Pollo Asado» Фримен воспроизводит разговор, который состоялся у него с клиентом во время работы в El Taco Loco в Нью-Хоп. В буклете GodWeenSatan: The Oneness фанатам Ween было поручено приносить еду для группы на концерты, а в буклете Pure Guava просьба была обновлена: «приносите нам горячую еду. Больше никакой вредной пищи, спасибо».

## Дискография
Смотри статью «Дискография Ween» в англ. разделе.
- GodWeenSatan: The Oneness (1990)
- The Pod  (1991)
- Pure Guava (1992)
- Chocolate and Cheese (1994)
- 12 Golden Country Greats (1996)
- The Mollusk (1997)
- White Pepper (2000)
- Quebec (2003)
- La Cucaracha (2007)